# Storkyrkan
Storkyrkan eller Sankt Nicolai kyrka är en kyrkobyggnad mellan Stockholms slott och Stortorget i stadsdelen Gamla stan i Stockholm. Den är domkyrka i Stockholms stift och församlingskyrka i Stockholms domkyrkoförsamling inom Svenska kyrkan.  
Den första kyrkan uppfördes enligt traditionen 1264 tack vare gåvor från Birger jarl. Den var då Stockholms enda församlingskyrka och benämndes bykyrkan. Under 1300- och 1400-talet byggdes kyrkan ut till en femskeppig hallkyrka i murtegel. Interiörens gotiska formspråk har bevarats, och bland utsmyckningen märks den medeltida skulpturgruppen Sankt Göran och draken samt Vädersolstavlan från tidigmodern tid. Fasaden gavs en ny utformning i barockstil på 1730-talet, då strävpelarna utformades som lisener med bandrustik, en kraftig gesims tillfördes och västtornet försågs med hörnkedjor, frontoner och lanternin. 
Storkyrkan har sedan 1300-talet använts för kungliga kröningar, statsceremonier och som prästerståndets plenisal under ståndsriksdagen. Sedan 1800-talet har riksmötets öppnande inletts med en gudstjänst i Storkyrkan. Under Olaus Petris tid som präst i Storkyrkan inleddes reformationen i Sverige, och det var här som mässan för första gången firades på svenska.
I samband med att Stockholms stift bildades den 1 juli 1942 blev Stockholm biskopssäte och Storkyrkan fick status som domkyrka. Sedan 2019 är Andreas Holmberg stiftets nionde biskop.

## Kyrkans namn
Storkyrkan kallades på medeltiden ofta för Bykyrkan, vilket avsåg byn eller staden på Stadsholmen. Vid invigningen 1306 helgades kyrkan till Sankt Nicolas, Sankt Olof och Sankt Erik, och Sankt Nicolas blev därmed en officiell benämning av kyrkan och och dess församling.
Under 400 år var Bykyrkan den enda kyrkobyggnaden i Stockholm och benämns Sankt Nicolas kyrka. Andra namn som förekommer är Stockholms kyrka (latin: ecclesia stockholmensis), Stockholms bykyrka (ecclesia villanorum in Stockholm) eller Stockholms församling (latin: parochia stockholmensis). När flera kyrkor byggs används begreppet stor för att särskilja den kraftigt utbyggda Bykyrkan, och namn som den stora kyrkan eller Storkyrkan börjar förekomma.
Vid bildandet av Stockholms stift 1942 blev Storkyrkan stiftets biskopskyrka men begreppet domkyrka infördes inte.[källa behövs] Epitetet började användas om Storkyrkan först mot slutet av 1900-talet och det har aldrig knutits till kyrkans namn – den kallas alltjämt alltid "Stockholms storkyrka".[källa behövs] Begreppet domkyrkan är dock belagt från 1989, då församlingen ombildades och fick det nya namnet Stockholms domkyrkoförsamling, samtidigt som församlingens kyrkoherde fick benämningen domprost.

## Historia

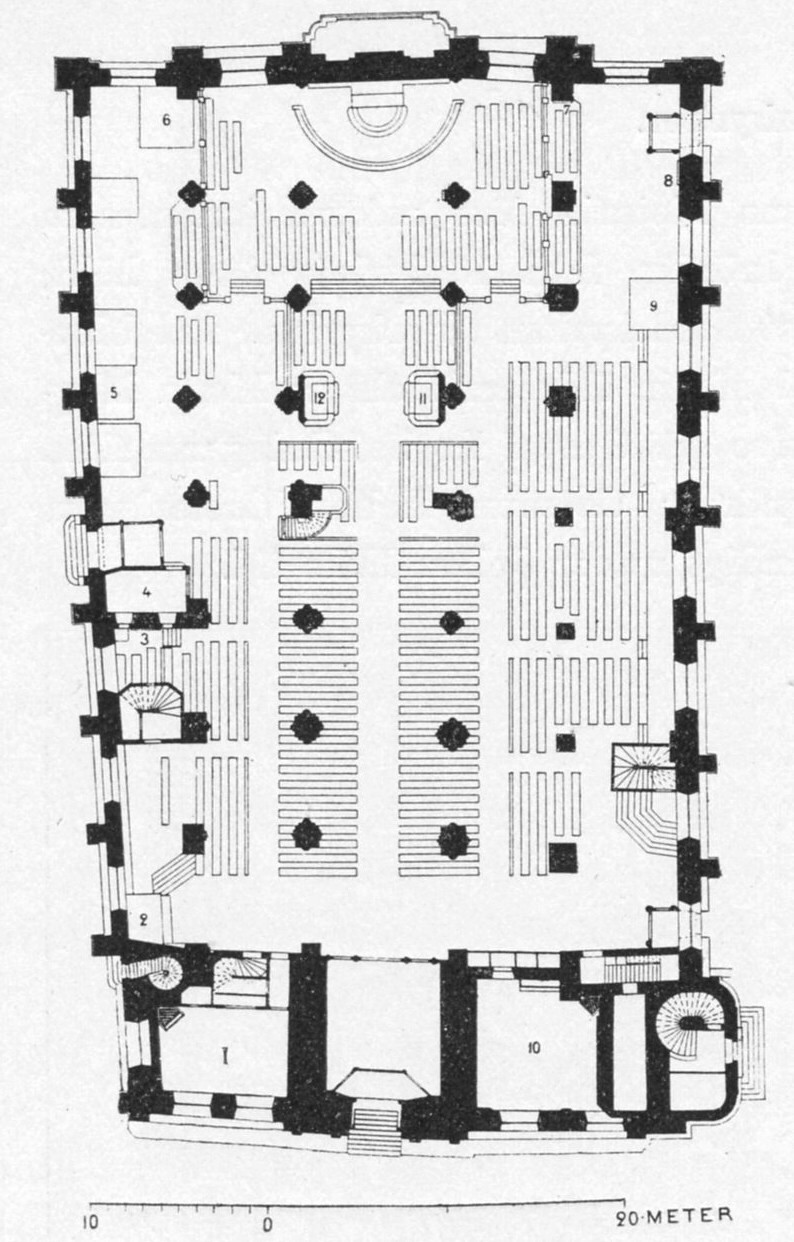
Planritning från 1897.

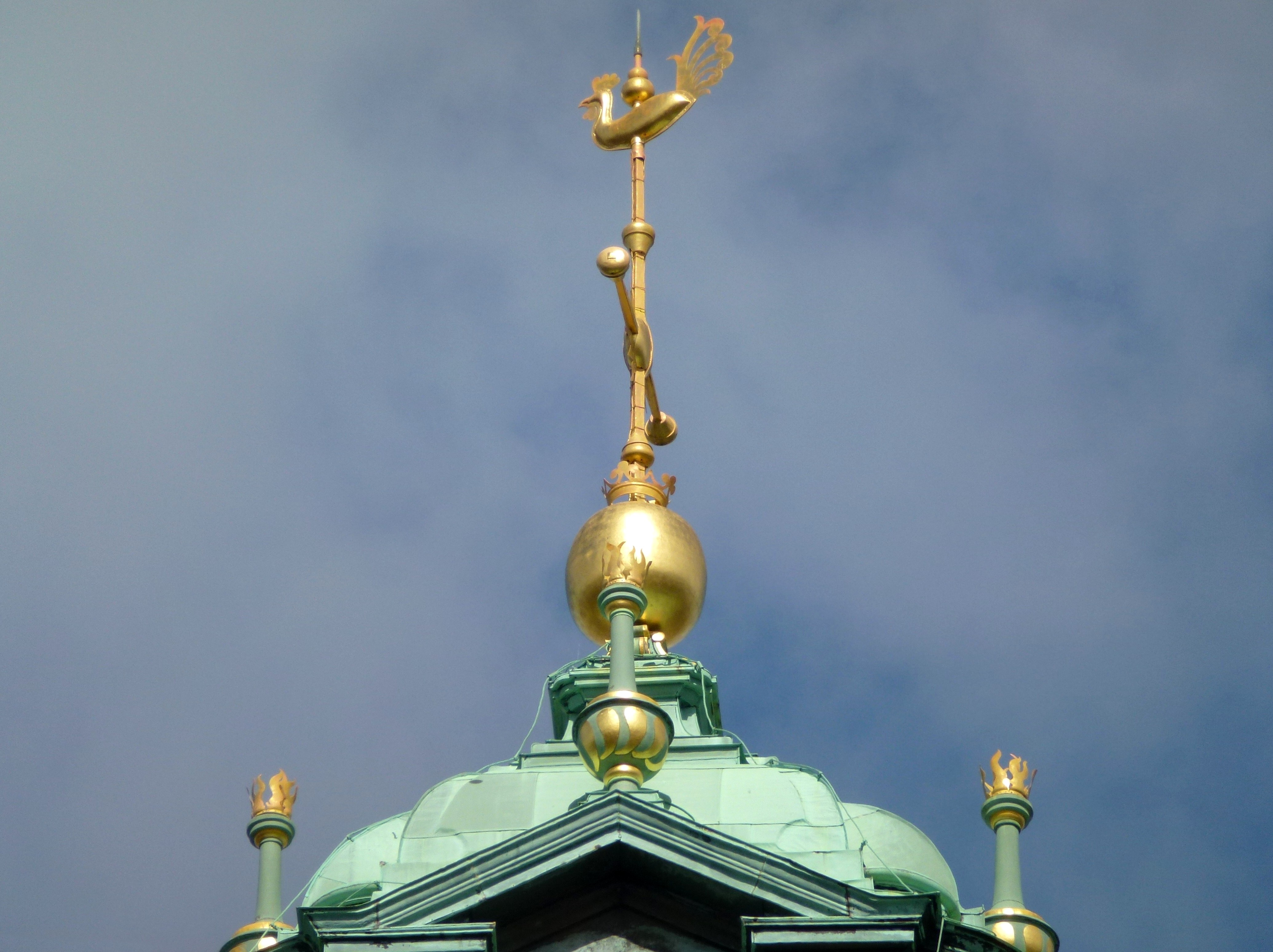
Kyrkans tornspira.

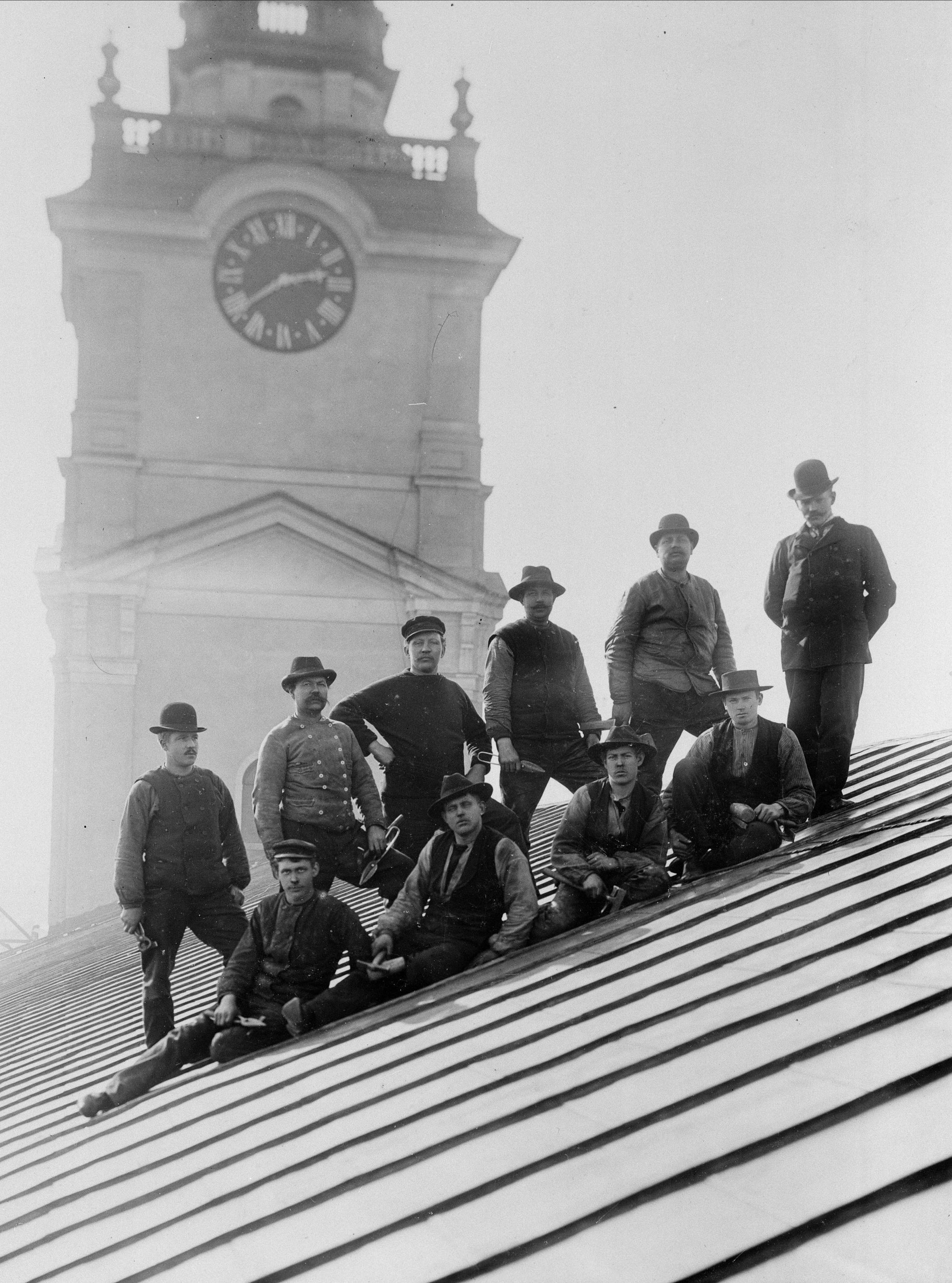
Plåtslagare på Storkyrkans tak, 1903.

### Medeltiden
År 1279 nämnde riddaren Johan Karlsson i ett testamente "Stockholms Stora Kyrka". Den byggnad som avsågs var den så kallade bykyrkan, byggd i trä på Stadsholmens högsta punkt. Länge var "bykyrkan" eller Sankt Nicolai kyrka den enda församlingskyrkan i Sankt Nicolai församling och därmed i Stockholm. Församlingen bröts ut ur Solna församling omkring 1260. Församlingen och dess kyrka uppkallades efter Sankt Nicolas, vilken var sjöfararnas skyddshelgon. Det föll sig naturligt då många tysk-romerska köpmän bebodde den medeltida hansastaden Stockholm. 
Storkyrkan har byggts om och utvidgats åtskilliga gånger. Rester av den första 1200-talskyrkan kan spåras i tornets norra mur. Brandspår tyder på att denna tidiga kyrka har eldhärjats innan en treskeppig kyrka invigdes 1306, av vilken det finns spår i de nuvarande fyra västligaste travéerna. Omkring 1340 uppfördes i samband med om- och tillbyggnad ett kvadratiskt kapell, Vårfrukapellet, på kyrkans södra sida. Det täcktes av fyra kryssvalv kring en mittpelare och var tillägnat Jungfru Maria. Senare på 1300-talet tillfogades två helgonkapell på nordsidan vid andra och tredje travén från väster, och kort därpå ännu ett väster om dessa.
Den största utbyggnaden skedde i början av 1400-talet. Kyrkan utvidgades med fem travéer österut, varav den östligaste med polygonal avslutning utgjorde kyrkans kor. Det byggdes även åtta sidokapell, fyra i norr och fyra i söder. Sannolikt byggdes även under denna period en förhall väster om Vårfrukoret. Omkring 1420 om- och påbyggdes västtornet, och därefter uppfördes det södra tornkapellet. Dessutom tillkom ett kapell i långhusets sydvästra hörn. Under slutet av 1400-talet slogs flera av sidokapellens mellanväggar ut, kyrkan höjdes och fick större fönster. Därmed bildades den femskeppiga hallkyrkoform bevarats sedan dess. Tornet byggdes högre, och på dess norra sida tillkom en kapellanläggning liknande den som tidigare uppförts i söder. 
Vid denna tid tillkom även Bernt Notkes skulpturgrupp Sankt Göran och draken, baserad på Sankt Görans-legenden. Skulpturgruppen är relikvarium; vid skulpturens invigning 1489 överlämnades en samling benbitar från helgonen S:t Göran, S:t Blasius, S:t Germanus, S:t Leo, S:t Martinus, S:t Donatus och S:t Cyriacus av en påvlig nuntie vid namn Antonius Masth. Dessa placerades inne i S:t Görans bröstkorg i en fyrdelad relikgömma.

### Reformationen och tidigmodern tid
Under 1520 och våren 1521, inför Kristian II:s kröning i Storkyrkan, byggde eventuellt Adam van Düren halva den södra kapellraden. Kanske förstärktes pelarna i den sydöstra delen när vinden inreddes för försvarsändamål. En av pelarna är den så kallade Ålpelaren, med en relief där två lejon tampas med en ål, som är gjord av Adam van Düren.
Under reformationen blev Sankt Nicolai kyrka enligt uppgift år 1527 "från Papistisk vidskepelse renad", enligt den stora inskriptionen från 1780-talet på kyrkans östra fasad.  Kungen lät av försvarstekniska skäl riva det polygonala koret och Vårfrukorets mellanväggar. Den svenska kyrkans tidige reformator Olaus Petri står staty med inskription utanför kyrkans nuvarande korvägg, mot Slottsbacken till.
Stockholms stad tillhörde sedan 1200-talet Uppsala ärkestift, men i samband med reformationen och senast 1595 tillkom Stockholms konsistorium som ett separat domkapitel för stadens församlingar. Konsistoriet var visserligen underställt stiftet, och i stället för biskop leddes det av Storkyrkoförsamlingens kyrkoherde. Kyrkoherden fick därmed titeln pastor primarius (latin: främst bland kyrkoherdar).
Predikstolen och två kungsstolar från 1680-talet är skulpterade av Burchard Precht efter Nicodemus Tessin d.y.s anvisningar. Under Johan III:s tid försvann de kvarvarande innerväggarna, och sakristior inreddes i tornkapellen. Kyrkans yttermurar sänktes och strävpelarna tillkom. 
Under stadsarkitekt Johan Eberhard Carlbergs ledning, 1736–1742, förändrades exteriören från medeltid till barock för att harmoniera med slottet. Vid slutet av 1700-talet sökte man genom diverse tillbyggnader anpassa kyrkans arkitektur till Börshusets. Bland annat tillkom Konsistorii trapphus, trappan till prästeståndets kammare och domkapitlets (konsistoriets) sammanträdeslokal, ritad av Erik Palmstedt 1778. I samband med kyrkorummets restaurering 1903–1908 under ledning av Ernst Stenhammar togs valvbågarnas röda tegelytor fram, i ett försök att återskapa ett medeltida utseende. Samtidigt togs Vårfrukorets 1300-talsmålningar fram. 
På den öppna planen söder om kyrkan, åt Börshuset till, byggdes 1767 begravningskapell och vagnbod, efter arkitekt Erik Palmstedts ritningar.

### Modern tid
Den 2 juni 1927 avtäcktes en minnestavla över Johan Olof Wallin i Storkyrkan, som utförts av Christian Eriksson.
Den 1 juli 1942 upprättades Stockholms stift, Stockholm fick en egen biskop och Stockholms konsistorium ersattes av ett ordinarie domkapitel. Storkyrkoförsamlingens kyrkoherde behöll dock titeln pastor primarius ända till 1989, då den ersattes med domprost i samband med att Storkyrkoförsamlingen, Klara församling och Jakobs församling lades samman och bildade den nya Stockholms domkyrkoförsamling.

## Kyrkklockorna

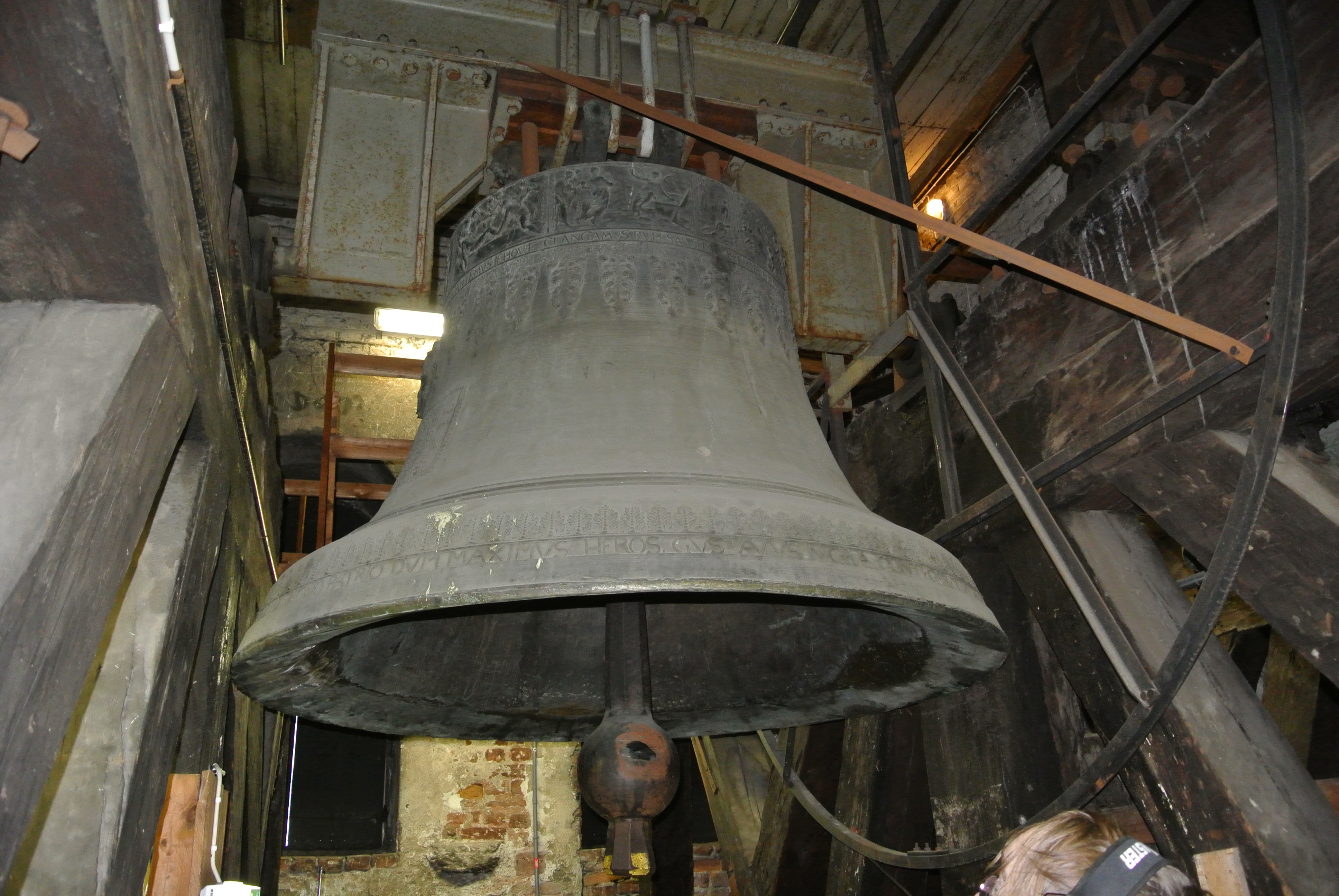
Storklockan

Storklockan väger 5.2 ton och göts av Jurgen Putensen år 1638. Dess diameter är 201 cm. Dess ton är aiss0. Storkyrkans stora mellanklocka, Söndagsklockan, stammar från Gustav II Adolfs tid men står nu nere i kyrkan. Den ersattes 1921 med en nygjuten kyrkklocka, kallad Margaretaklockan till minne av kronprins Gustav Adolfs unga gemål kronprinsessan Margareta som avlidit året innan. Klockan har en porträttmedaljong av kronprinsessan, utförd av Edith Welinder. Margaretaklockan ringde första gången till gudstjänst den 18 september 1921. Den är gjuten av Bergholtz klockgjuteri, väger 2 ton och har diametern 142 cm. Dess ton är diss1. 
Den mindre mellanklockan, gjuten år 1560, kallas Timklockan. Den väger ca 2,6 ton och har diametern 155 cm. Dess ton är ciss1. (Dessa två mellanklockor har sedan Margaretaklockans tillkomst bytt plats i storleksordningen, då Margaretaklockan är mindre än Timklockan.) 
Den minsta klockan, Prästklockan, är från 1400-talet och är Stockholms äldsta kyrkklocka. Den göts av den s.k. Vinkelmästaren. Den väger ca 650 kg och har en diameter på 96 cm. Dess ton är b1.  
I tornets lanternin hänger två s.k. slagklockor. Timklockan göts på 1500-talet medan kvartsklockan är gjuten år 1743 av Johan Fahlsten i Stockholm.
Fram till 1909 ringdes klockorna av fångar som kommenderades till detta. Sedan installerades elmotorer av fabrikatet Moren Partille, och dessa motorer används än idag.

## Kyrkans tornur

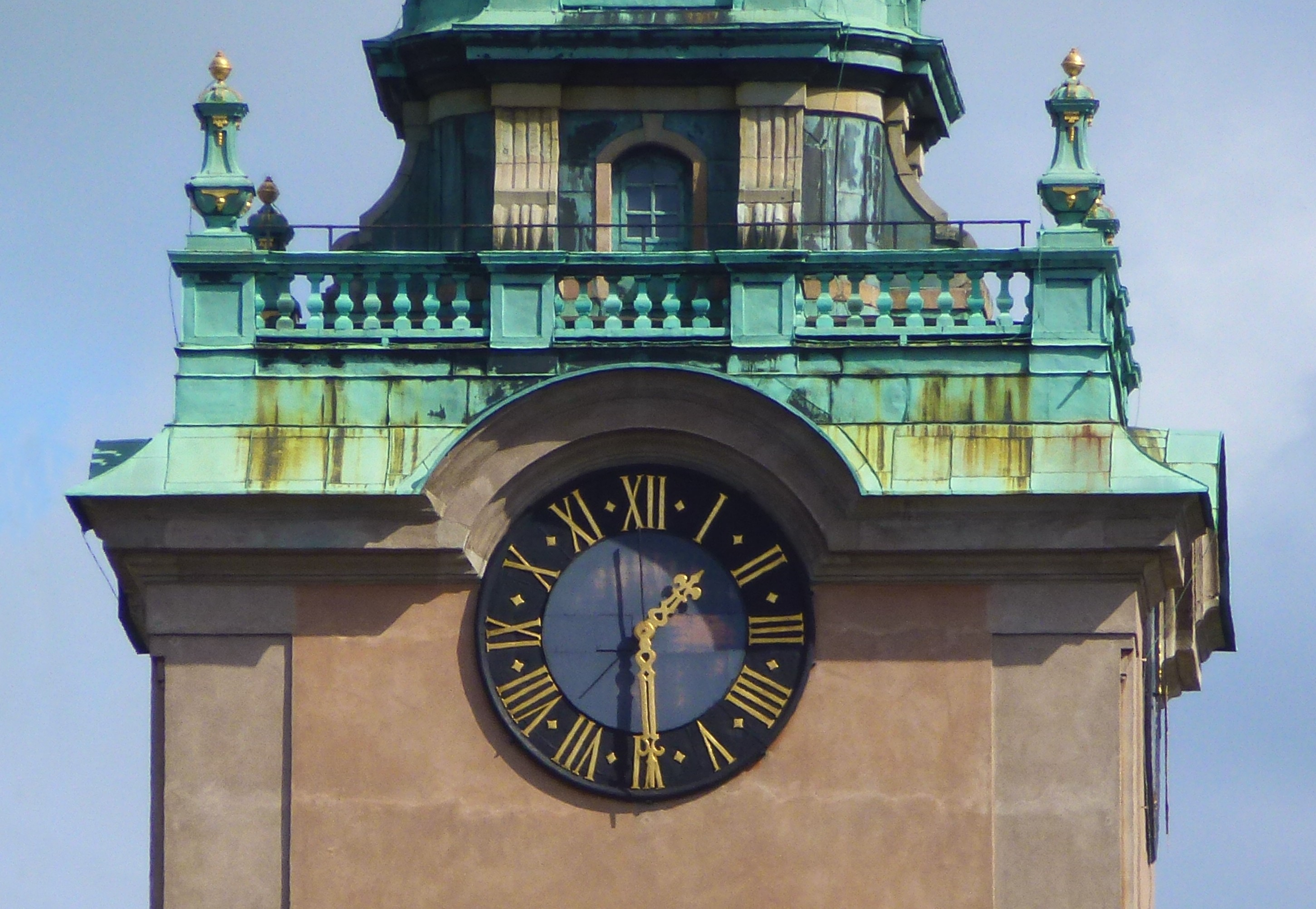
Storkyrkans tornur mot väst.

Storkyrkan erhöll sitt första tornur 1471 genom Sten Sture d.ä.s initiativ. Det var ett slagur, som angav tiden genom viss antal slag på en klocka. Storkyrkans nuvarande tornur är tillverkat 1888 i tornursverkstaden på Linderoths urfabrik, som hade sina lokaler vid Drottninggatan 28. Därmed hör Storkyrkans tornur till Linderoths äldsta fortfarande (gäller år 2008) fungerande tornursverk, som sedan 1888 gör sin tjänst. Varje urtavla är tillverkad av svartmålad kopparplåt med förgyllda romerska siffror och visare. Urverket är en bjässe med 2,5 meter längd och en vikt av cirka 500 kg. Det består egentligen av tre verk. Det mellersta verket driver klockans gång. Till vänster och höger om det sitter verken för kvartsslag respektive timslag.

## Orglar
Det är inte känt när kyrkan fick sin första orgel. Man vet dock att lön utgick till orgeltrampare 1436 och att två orglar verkar ha funnits vid den tiden.
- Den tyske orgelbyggaren Cort van Nodelen från Lübeck påbörjade 1469 ett orgelbygge vilket troligen stod klart 1478. Instrumentet verkar ha blivit ombyggt 1498.[14]

- 1536 byggdes en ny orgel i kyrkan som bekostades av staden.[14]

- 1589 sägs Mäster Påvel ha levererat ett verk, och samtidigt flyttades någon av de äldre orglarna till Gillestugan vid Själagårdsgatan. Samma år beställde Stockholms borgmästare en orgel från Frauenburg i Tyskland. Den sattes upp av orgelbyggaren Michael, men denne ställdes inför rätta då arbetet inte var tillfredsställande utfört.[källa behövs]

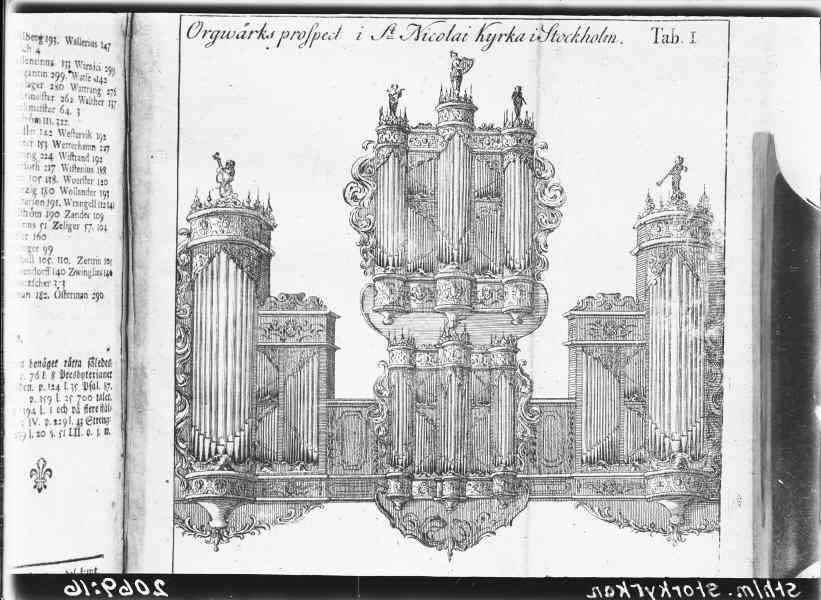
Läktarorgeln (1773)

- 1632–1642 byggde Georg Hermann och Philip Eisenmenger en orgel med 51 stämmor, tre manualer och pedal, som placerades på en läktar i väster. Orgeln var vid denna tid Sveriges största orgel. Den blev ombyggd 1690-1698 av Georg Woitzig som reducerade antalet stämmor till 42 stämmor fördelade på tre manualer och pedal. 1713 reparerades orgeln av Johan Niclas Cahman i Stockholm. Han bytte även ut två stämmor. Åren 1738 och 1741 utfördes större reparationer på orgeln. Orgeln togs ur tjänst 1787. Ryggpositivet såldes till överpostdirektörenMattias Benzelstierna som donerade det till Bälinge kyrka, Uppland (där den ännu finns bevarad).[14]

Disposition (1773):
| Ryggpositiv I C-c3  | Huvudverk II C-c3 | Öververk III C-c3 | Pedal          |
| Kvintadena 16'      | Principal 16'     | Kvintadena 8'     | Untersats 32'  |
| Principal 8'        | Kvintadena 16'    | Rörflöjt 8'       | Principal 16'  |
| Rörflöjt 8' Diskant | Oktava 8'         | Oktava 4'         | Borduna 16'    |
| Oktava 4'           | Flachflöjt 8'     | Rörflöjt 4'       | Kvintadena 16' |
| Kvinta 3'           | Kvinta 6'         | Sp q 3'           | Oktava 8'      |
| Oktava 2'           | Oktava 4'         | Oktava 2'         | Oktava 4'      |
| Scharf III          | Kvinta 3'         | Cymbel 2          | Rörflöjt 1'    |
| Sesquilatera II     | Oktava 2'         | Vox humana        | Mixtur IIII    |
| Hautbois 8'         | Scharf III        | Tremulant         | Contrabasun    |
| Viola da gamba      | Trumpet 16'       |                   | Trumpet 8'     |
| Bombar              | Trumpet 8'        |                   | Trumpet 4'     |
|                     |                   |                   | Rauskvint 1    |

- 1791 påbörjade Olof Schwan byggandet av en orgel med 56 stämmor. Fasaden var ritad av Eric Palmstedt. Den invigdes 1796 men var helt färdigställd först 1798. Instrumentet var unikt för Sverige med sina fyra manualer och pedal, svällverk och flera genomslående tungstämmor.[källa behövs] 1829 reparerades orgeln av Gustaf Andersson i Stockholm och 1849 reparerades orgeln av Blomqvist & Lindgren i Stockholm.[14]

- 1878 ersattes Schwanorgeln med ett instrument byggt av Åkerman & Lund Orgelbyggeri i Stockholm, med bibehållande av den gamla fasaden av Palmstedt. Orgeln hade 50 stämmor fördelade på tre manualer och pedal. 1908 installerades fyra nya kombinationer och fyra stämmor byttes ut av C. J. Lund & Son i Stockholm. 1929 byttes fyra stämmor ut av Carl Richard Löfvander i Stockholm.[14]

- 1960 tillkom dagens helmekaniska orgel med slejflådor, byggd av Marcussen & Søn. Schwans fasad fick nya ljudande pipor och kompletterades med ett ryggpositiv ritat av Poul Gerhard Andersen. Några stämmor från Åkermans orgel återanvändes, och instrumentet har 56 stämmor fördelade på fyra manualer och pedal.[16]

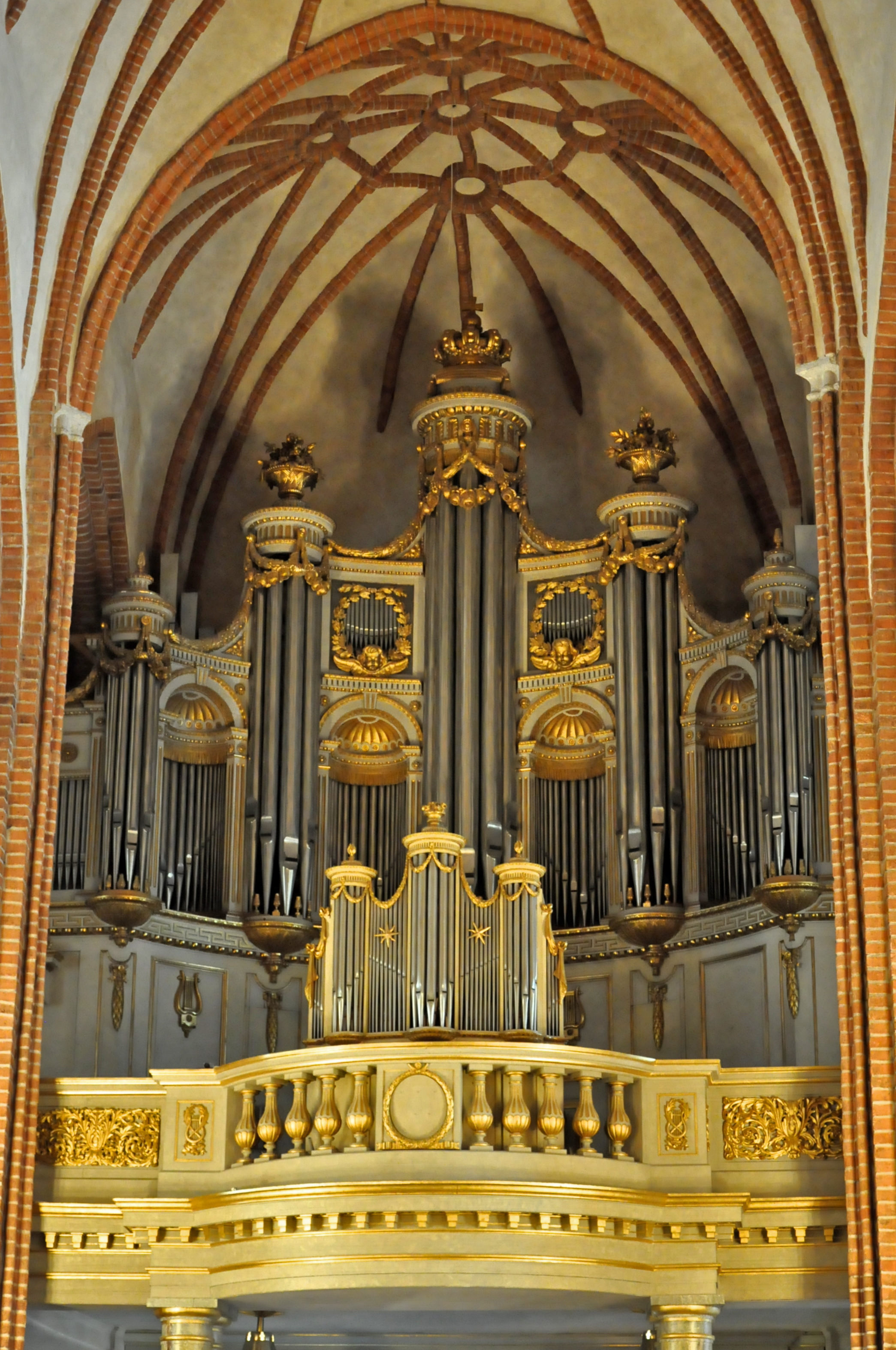
Läktarorgeln

| Ryggpositiv (I)     | Huvudverk (II)        | Svällverk (III)   | Bröstverk (IV)     | Pedal            | Koppel |
| ------------------- | --------------------- | ----------------- | ------------------ | ---------------- | ------ |
| Gedackt 8'          | Gedacktpommer 16'     | Borduna 16'       | Gedackt 8'         | Untersatz 32'    | I/II   |
| Quintadena 8'       | Principal 8'          | Traversflöjt 8'   | Rörflöjt 4'        | Principal 16'    | III/II |
| Principal 4'        | Rörflöjt 8'           | Viola di Gamba 8' | Principal 2'       | Subbas 16'       | IV/II  |
| Koppelflöjt 4'      | Oktava 4'             | Oktava 4'         | Waldflöjt 2'       | Oktava 8'        | I/P    |
| Oktava 2'           | Spetsflöjt 4'         | Rörgedackt 4'     | Blockflöjt 1'      | Gedackt 8'       | II/P   |
| Nasat 1'            | Quinta 2 2/3'         | Spetsquint 2 2/3' | Klockcymbel 2 chor | Oktava 4'        | III/P  |
| Sesquialtera 2 chor | Oktava 2'             | Piccola 2'        | Vox humana 16'     | Nachthorn 2'     | IV/P   |
| Scharf 4-5 chor     | Cornett 3 chor        | Ters 1 3/5'       | Tremulant          | Mixtur 7 chor    |        |
| Krumhorn 8'         | Mixtur 6-8 chor       | Mixtur 5 chor     |                    | Kontrafagott 32' |        |
| Cymbelstjärna       | Quintcymbel 3 chor    | Terscymbel 3 chor |                    | Basun 16'        |        |
| Tremulant           | Trumpet 8'            | Fagott 16'        |                    | Trumpet 8'       |        |
|                     | Trumpet harmonique 8' | Trumpet 4'        |                    |                  |        |
|                     | Oboe 8'               |                   |                    |                  |        |
|                     | Skalmeja 4'           |                   |                    |                  |        |
|                     | Tremulant             |                   |                    |                  |        |

### Kororgel

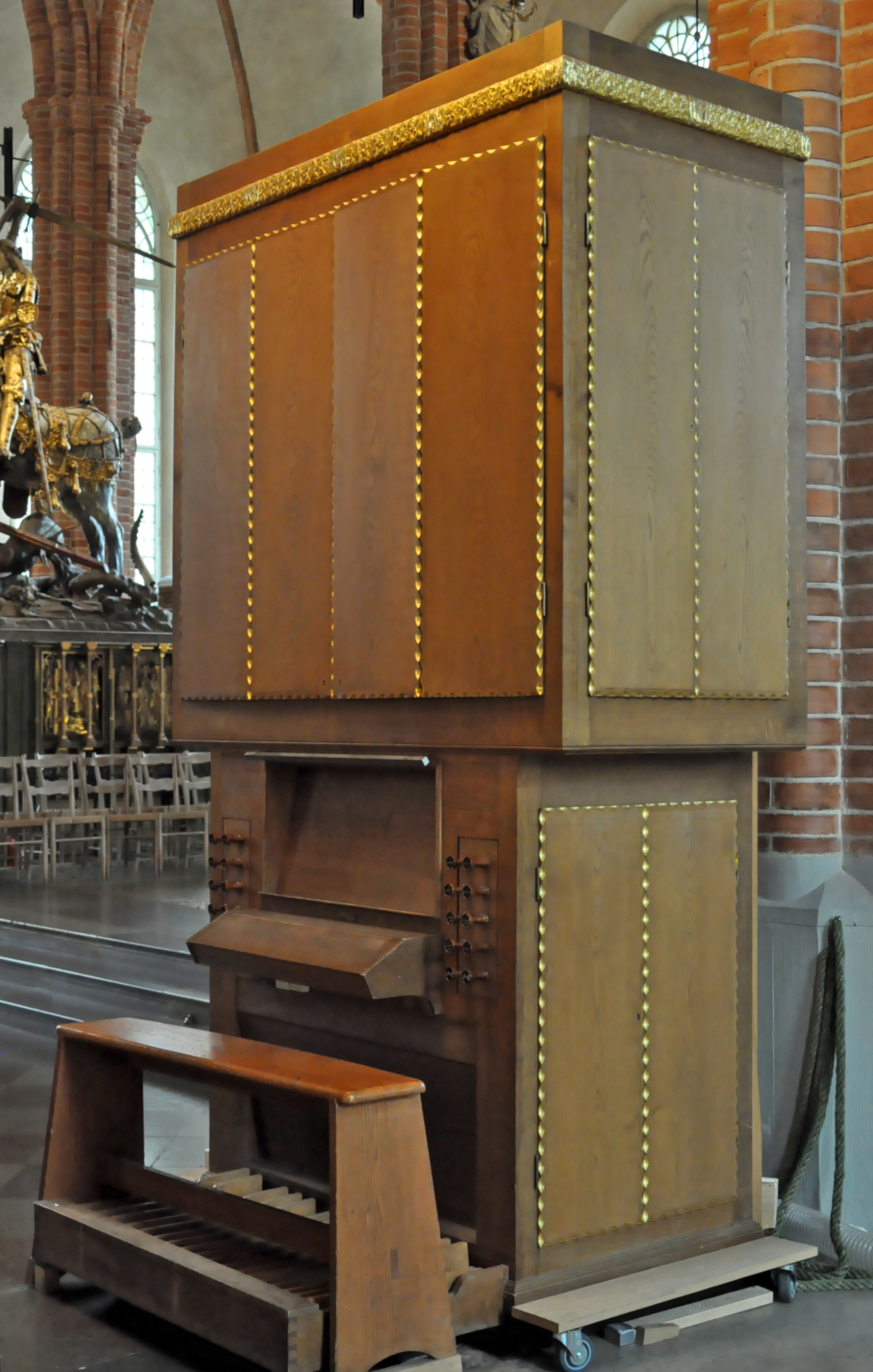
Kororgel

- Den nuvarande mekaniska orgeln med 17 stämmor, två manualer och pedal byggdes 1962 av Marcussen & Søn i Aabenraa. Disposition utfördes av Sybrand Zachariasen och fasaden ritades av Rolf Bergh. Orgel byggdes ursprungligen för Engelbrektskyrkan i Stockholm och flyttades 2011 till Olaus Petrikapellet i Storkyrkan.[14]

Disposition:
| Manual I C-g3 | Manual II C-g3      | Pedal C-f1     | Koppel |
| Rörflöjt 8'   | Gedackt 8'          | Subbas 16'     | I+P    |
| Principal 4'  | Blockflöjt 4'       | Gedackt 8'     | II+P   |
| Waldflöjt 2'  | Principal 2'        | Koppelflöjt 4' | II+I   |
| Mixtur 4 chor | Nasat 1 1⁄3'        | Kvintadena 2'  |        |
| Dulcian 8'    | Sesquialtera 2 chor | Fagott 16'     |        |
|               | Cymbel 2 chor       | Regal 4'       |        |

### Positiv
I Olaus Petri-kapellet finns ett helmekaniskt positiv med sju stämmor och manual, byggt 1954 av Marcussen & Søn.
| Manual          |
| --------------- |
| Gedackt 8'      |
| Rörflöjt 4'     |
| Principal 2'    |
| Gedacktflöjt 2' |
| Nasat 1 1/3'    |
| Cymbel 1 chor   |
| Regal 16'       |

### Diskografi och filmografi
Inspelningar av musik framförd i kyrkan.
- 1970 – Gammalsvensk orgelmusik från Storkyrkan i Stockholm (Proprius – 25 04-02 0005) med Gotthard Arnér.[17]
- Musik i Storkyrkan 1967-2007 under ledning av Gustaf Sjökvist. [Stockholm]. 2007. Libris 11773584 - CD 1: Musik från Storkyrkan (Storkyrkans Kör) ; CD 2: Jul i Storkyrkan (Storkyrkans Kör) ; CD 3: Carpe Diem (Gustaf Sjökvists Kammarkör) ; DVD 1: Messias / G.F. Händel (Solister, Storkyrkans Kör, medlemmar ur Sveriges Radios Symfoniorkester) ; DVD 2: Bengt Emil Johnson samtalar med Gustaf Sjökvist LAM
- Orgel på folkton / Arnér, Gotthard, orgel. LP. Proprius PROP 7754. 1976.
- Orgelliv : sju sekel i Stockholms stifts kyrkor / redaktör: Christina Nilsson ; foto: Magnus Aronson, Mats Åsman. Stockholm: Kulturhistoriska bokförlaget. 2012. Libris 13609452. ISBN 978-91-87151-04-0 - Innehåller CD med musik på kyrkans Marcussen/Åkerman & Lund-orgel framförd av Mattias Wager.
- Septem improvisationes pro organo / Nilsson, Torsten, orgel. CD. Proprius PRCD 9157. 1997. - Tidigare utgivet på LP 1972.
- 1999 – Stor Orgel i Storkyrkan (Nosag Records, nosag CD 043) med Håkan Martinsson.[18]

## Biskopen i Stockholms stift
Storkyrkan är, sedan Stockholms stifts grundande 1942, säte för stiftets biskop. Sedan 2019 är Andreas Holmberg, stiftets biskop. Hans valspråk är "Bli kvar i min kärlek". 

## Inskriptionen på Storkyrkans östra fasad

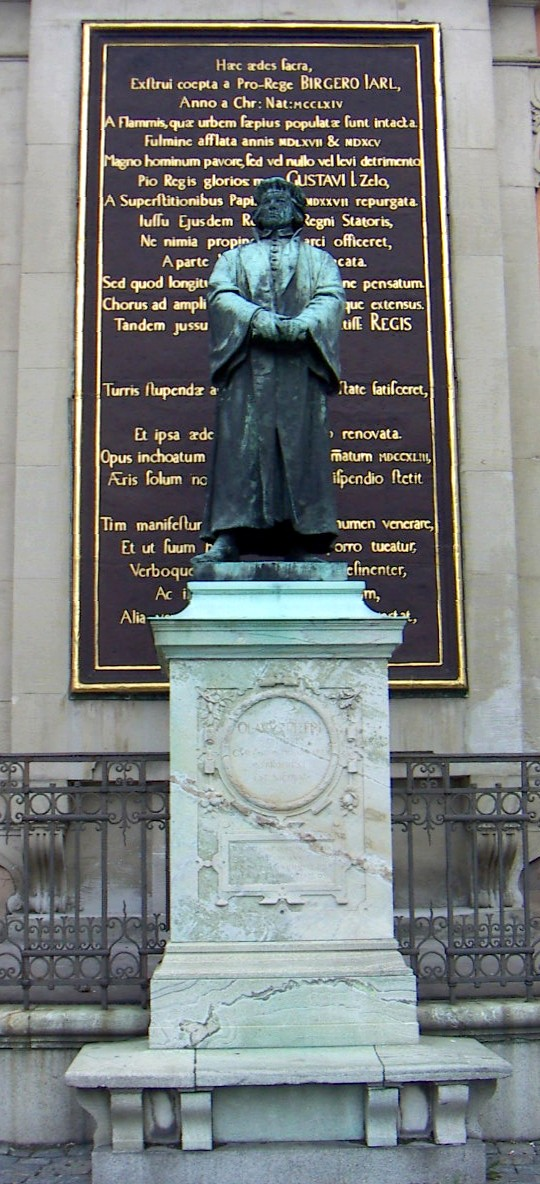
Inskriptionen på Storkyrkans östra fasad, bakom Olaus Petris staty.

Storkyrkans östra fasad bär en inskription på latin, som sattes upp efter en stor ombyggnad under 1730- och 1740-talen. I svensk översättning lyder den
| ” | Detta Heliga Hus, vars byggnad blivit påbörjad av Riksföreståndaren Birger Jarl År efter Christi börd 1264. Skonad av de lågor, vilka ofta härjat Staden, Blev det åren 1567 och 1595 av åskan träffad, Till Folkets stora förskräckelse, men ingen eller föga skada. Av Konungen Gustaf I:s, glorvördigast i åminnelse, fromma nit År 1527 från Papistisk vidskepelse renad Och på samma Konungs och Statens upprätthållares befallning, Att icke den med sin för stora närhet till Slottet måtte skada På denna östra sida avskuren. Men på det vad som i längden förloras, måtte genom bredden ersättas, Har Choret på båda sidor blivit utsträckt till Templets vidd. Slutligen enligt den milderikaste Konung Fredrics Bud och Befallning Har ett Torn av förvånande höjd, som av ålder blivit bräckligt, nedrivits Och själva byggnaden med taket förbättrat, Hvartill början gjordes 1736 och fullbordades 1743. Du, vilken Du är, Vörda Världens Upprätthållares så uppenbarade Försyn Och bed med brinnande iver Att Han måtte vidare skydda sin Helgedom, Och att Hans Ord här må oupphörligen dåna Och upptända Åhörarnas hjärtan, Men därifrån avvända all annan eld och tordön. | „ |

## Evenemang

### Kröningar
Kyrkan har traditionellt fungerat som plats för kröning av Sveriges regenter. Magnus Eriksson och Blanka av Namur var de första som kröntes där 1336 (dessförinnan skedde en del kröningar på andra ställen). Nästa kröning i Storkyrkan skedde inte förrän 1497 då Hans blev unionskung, och även Kristian II kröntes här 1520.  Från 1528, då Gustav Vasa kröntes, utfördes kröningarna i Uppsala domkyrka. Drottning Kristina och Karl XII kröntes också här. Efter Fredrik I kröntes, med undantag för Gustav IV Adolfs kröning 1800 i Sankt Olai kyrka i Norrköping, samtliga kungar här fram till 1907, då Gustaf V valde att inte krönas. Den sista kröningen i kyrkan ägde rum 12 maj 1873, då Oscar II och drottning Sofia kröntes. 
Kristian II kröntes i Storkyrkan, och Gustav III:s kröning ägde rum här 29 maj 1772.

### Vigslar
Vigseln vid bröllopet mellan Carl XVI Gustaf och Silvia Sommerlath förrättades i Storkyrkan av Svenska kyrkans dåvarande ärkebiskop Olof Sundby den 19 juni 1976.
Även vigseln vid bröllopet mellan Kronprinsessan Victoria och Daniel Westling den 19 juni 2010 förrättades i Storkyrkan. Den 17 september 2009 meddelade Stockholms domkyrkoförsamling att 12,4 miljoner kronor skulle användas till renovering och rengöring från damm och smuts av Storkyrkan under perioden januari till april 2010.

### Riksmötets öppnande
I samband med Riksmötets öppnande firas gudstjänst i Storkyrkan, där riksdagsledamöterna och kungafamiljen samlas. 

## Galleri

Historiska avbildningar
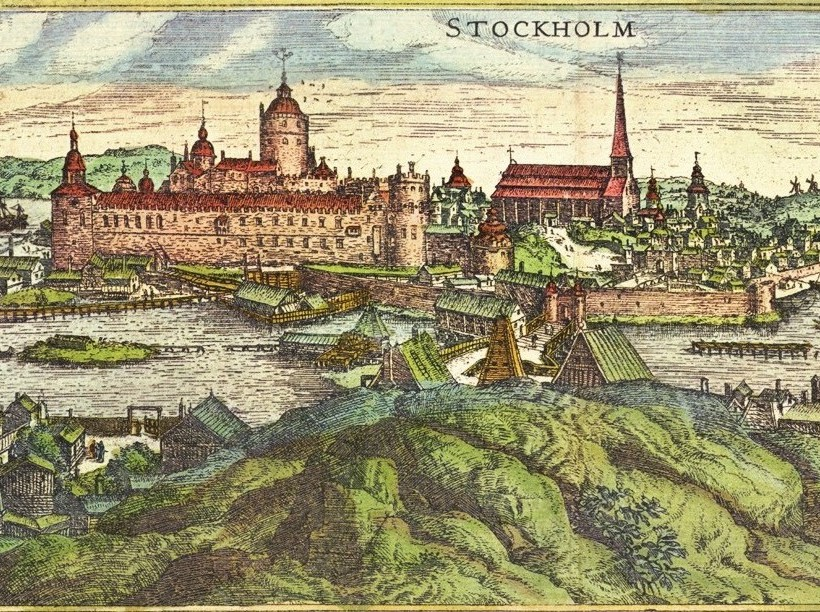
Storkyrkan bredvid slottet Tre Kronor ca 1570 Kopparstick från Civitates orbis terrarum
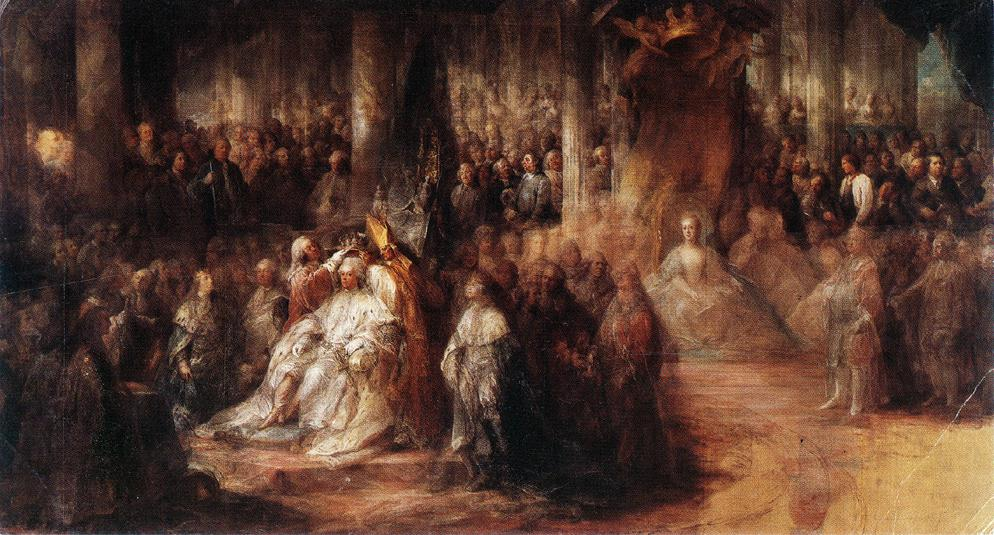
Gustav III:s kröning i Storkyrkan 1772 Målning av Carl Gustaf Pilo (1711-1793)
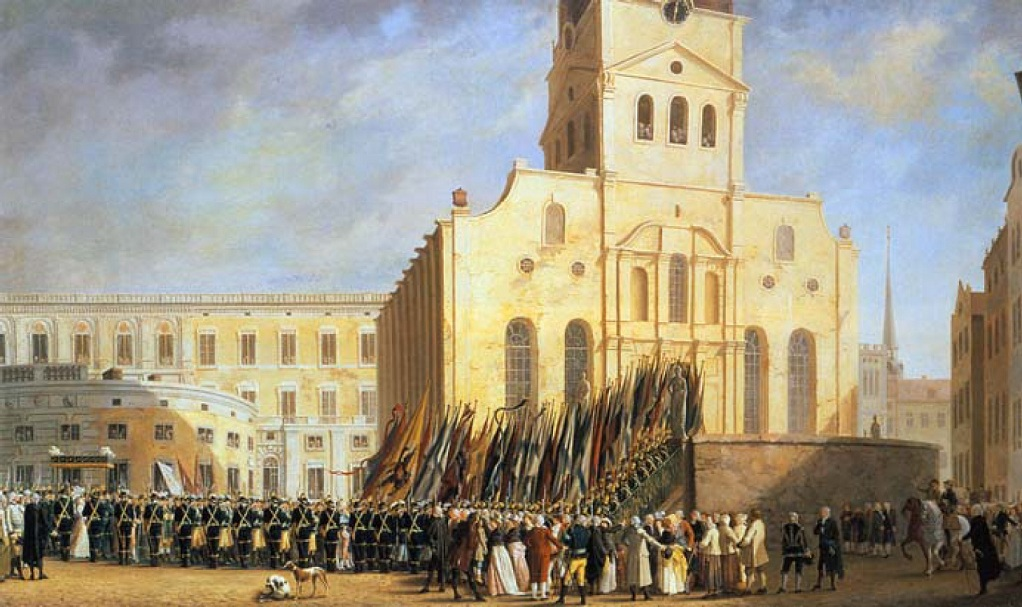
"Trofeer från slaget vid Svensksund bäres in i Storkyrkan" 1790 Målning av Pehr Hilleström (1732-1816)

Nutida avbildningar
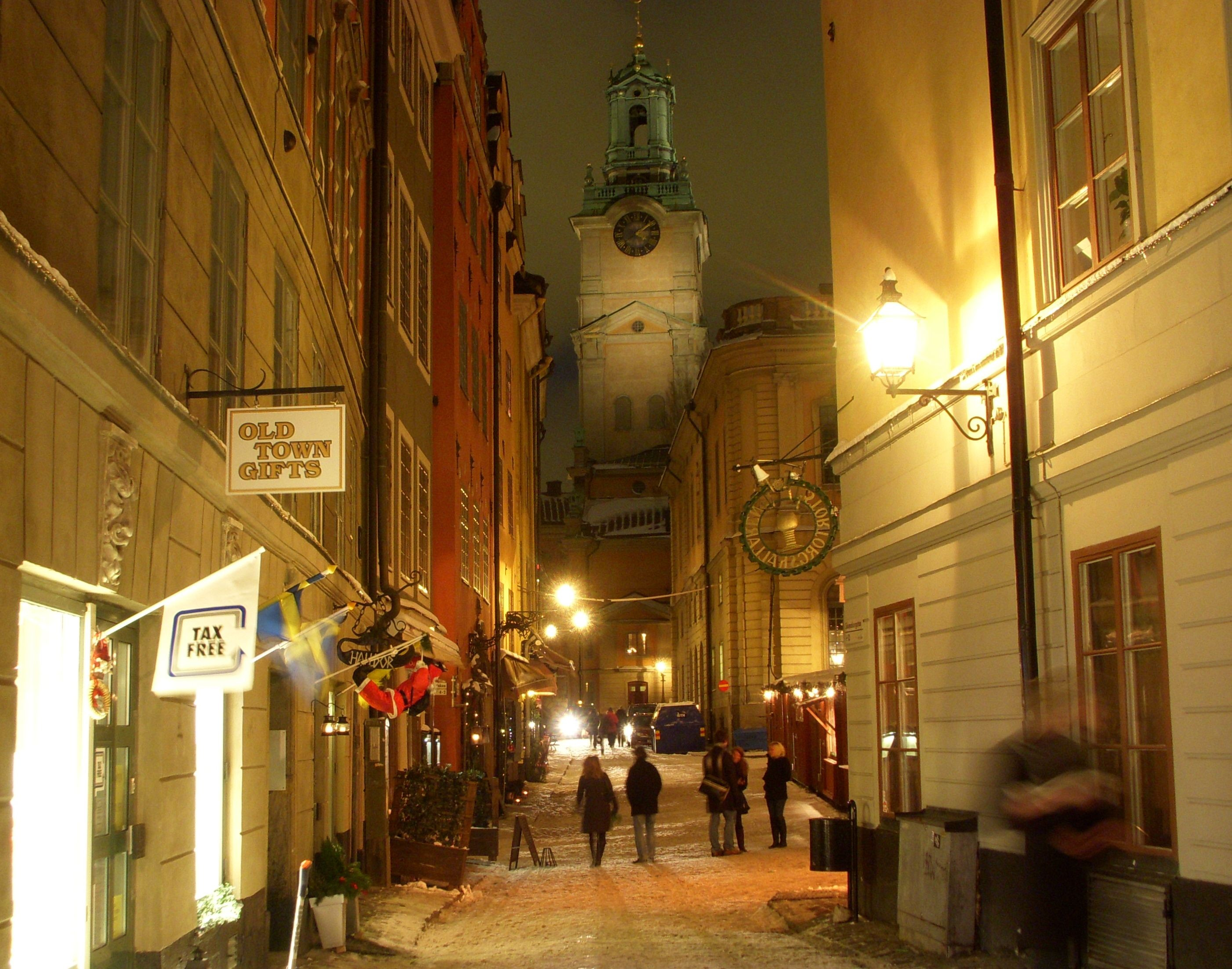
Storkyrkans fasadbelysning med julmarknaden på Stortorget
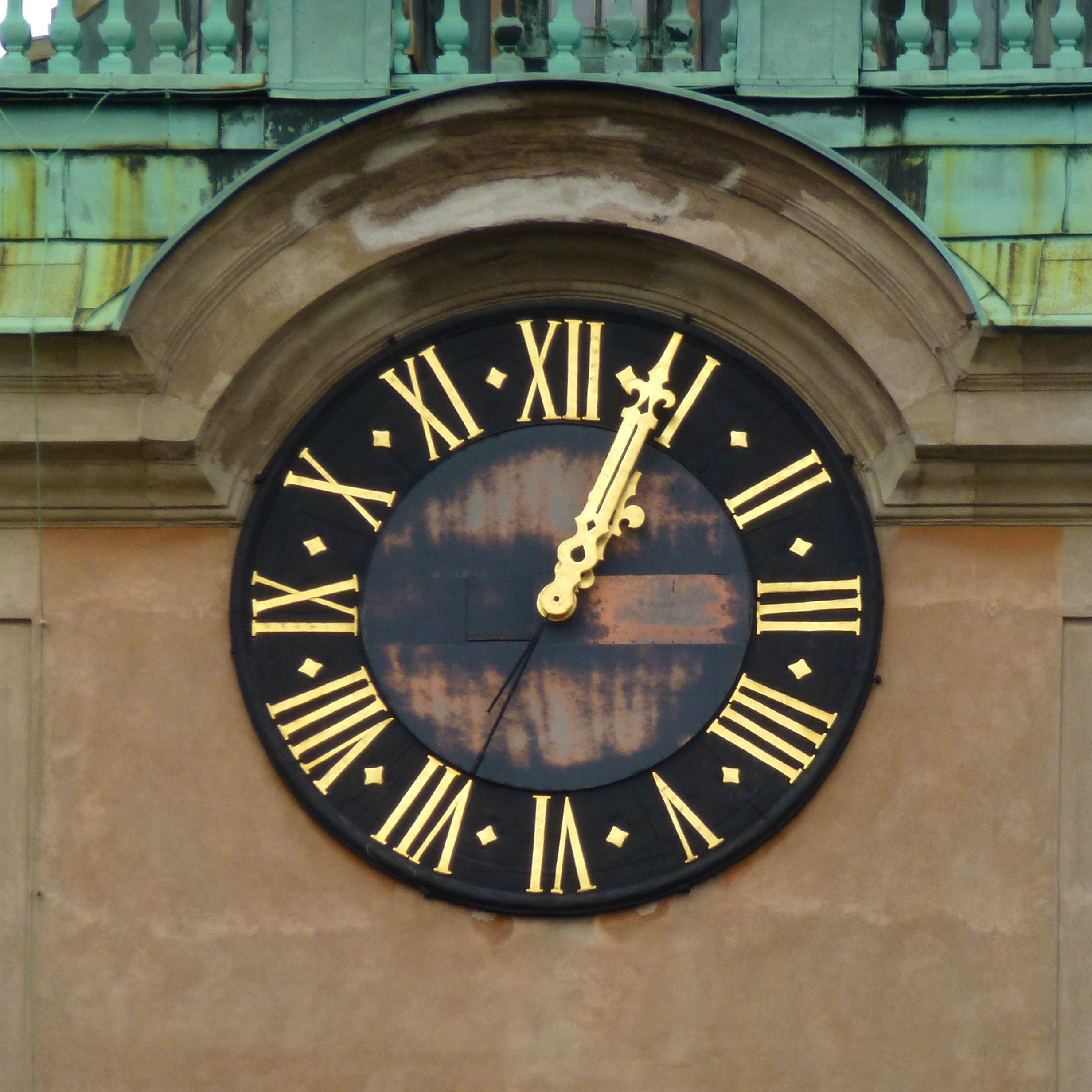
Kyrkans tornur har ett verk från Linderoths urfabrik
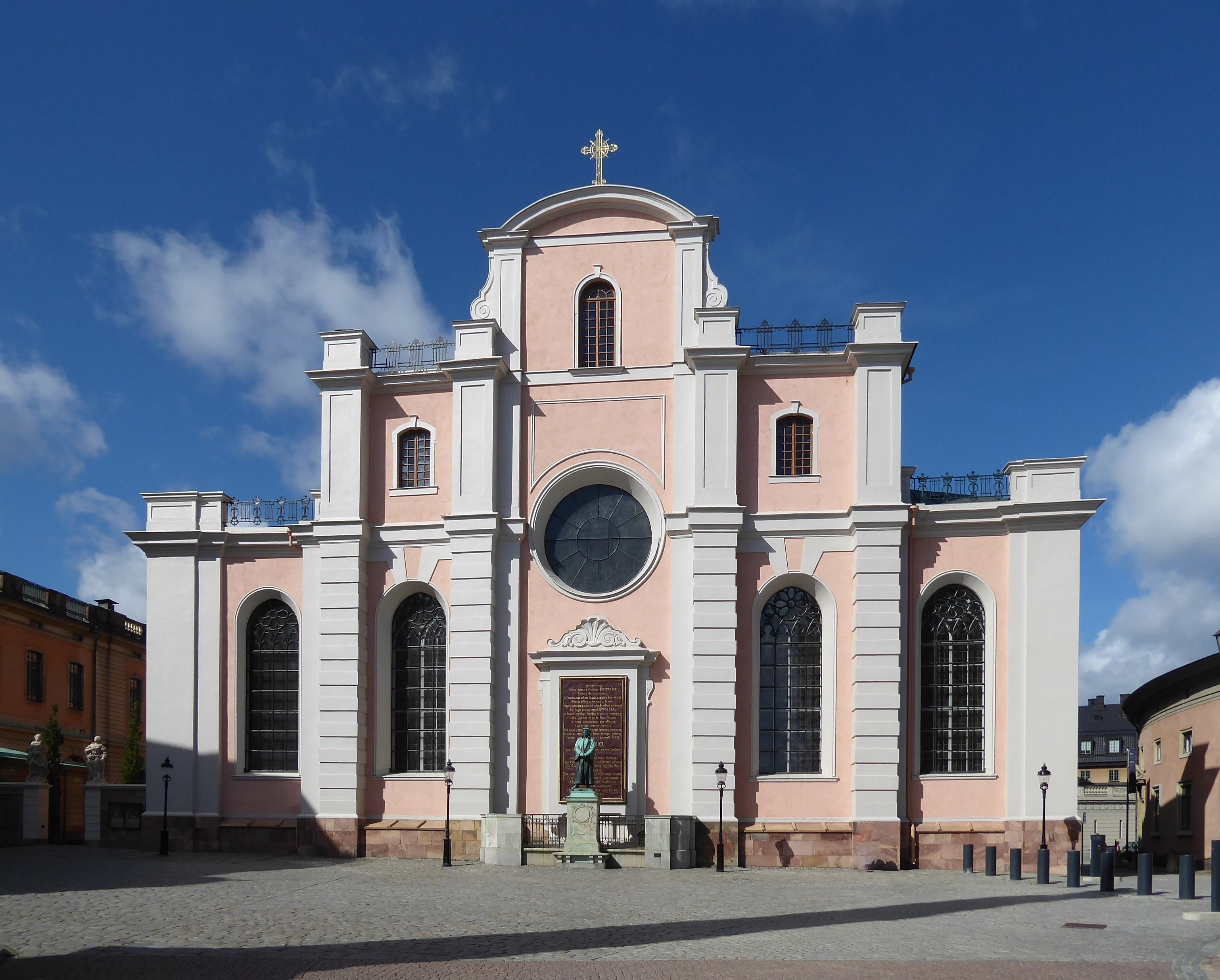
Storkyrkans fasad mot Slottsbacken
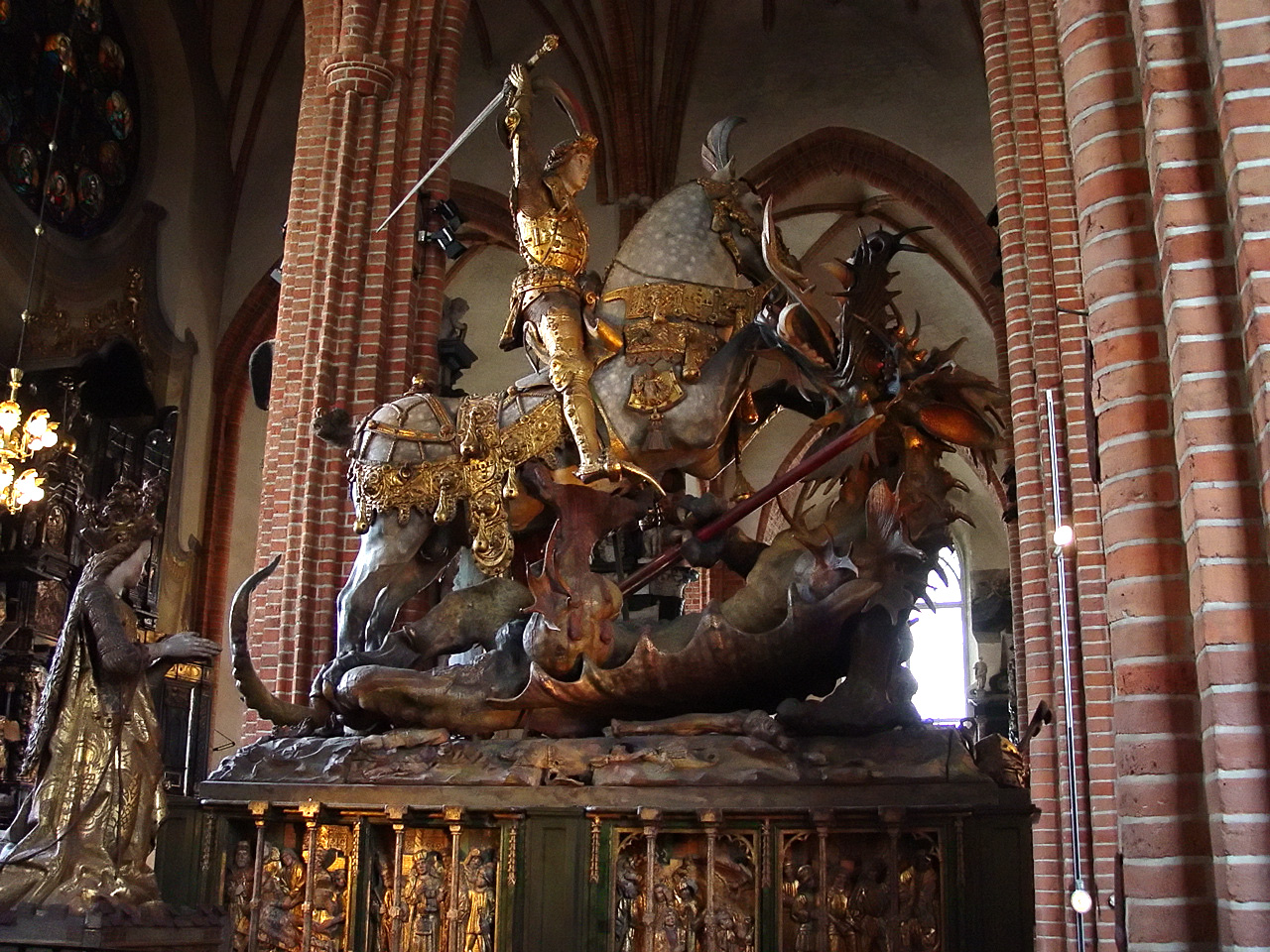
Sankt Göran och draken
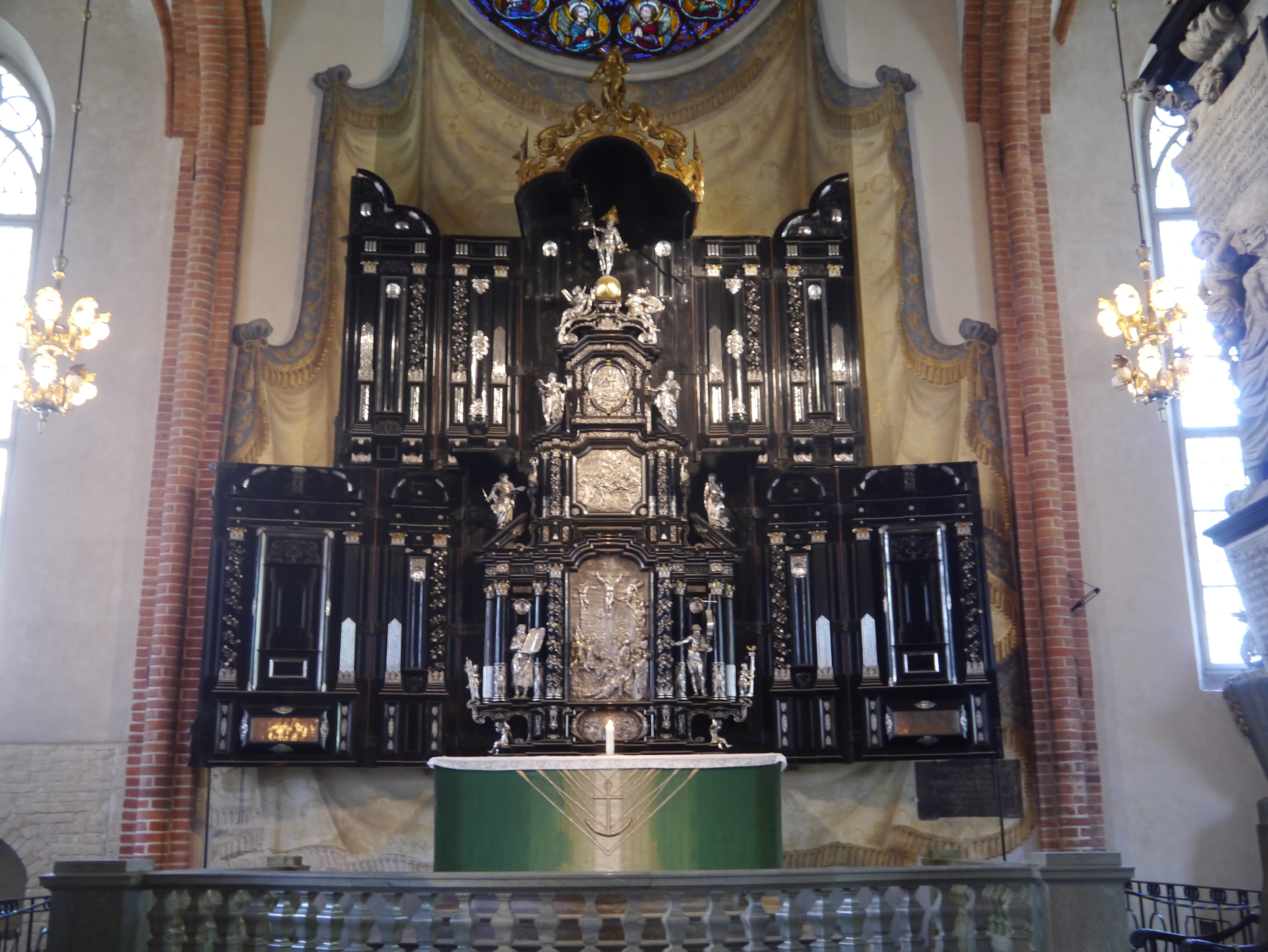
Altaret
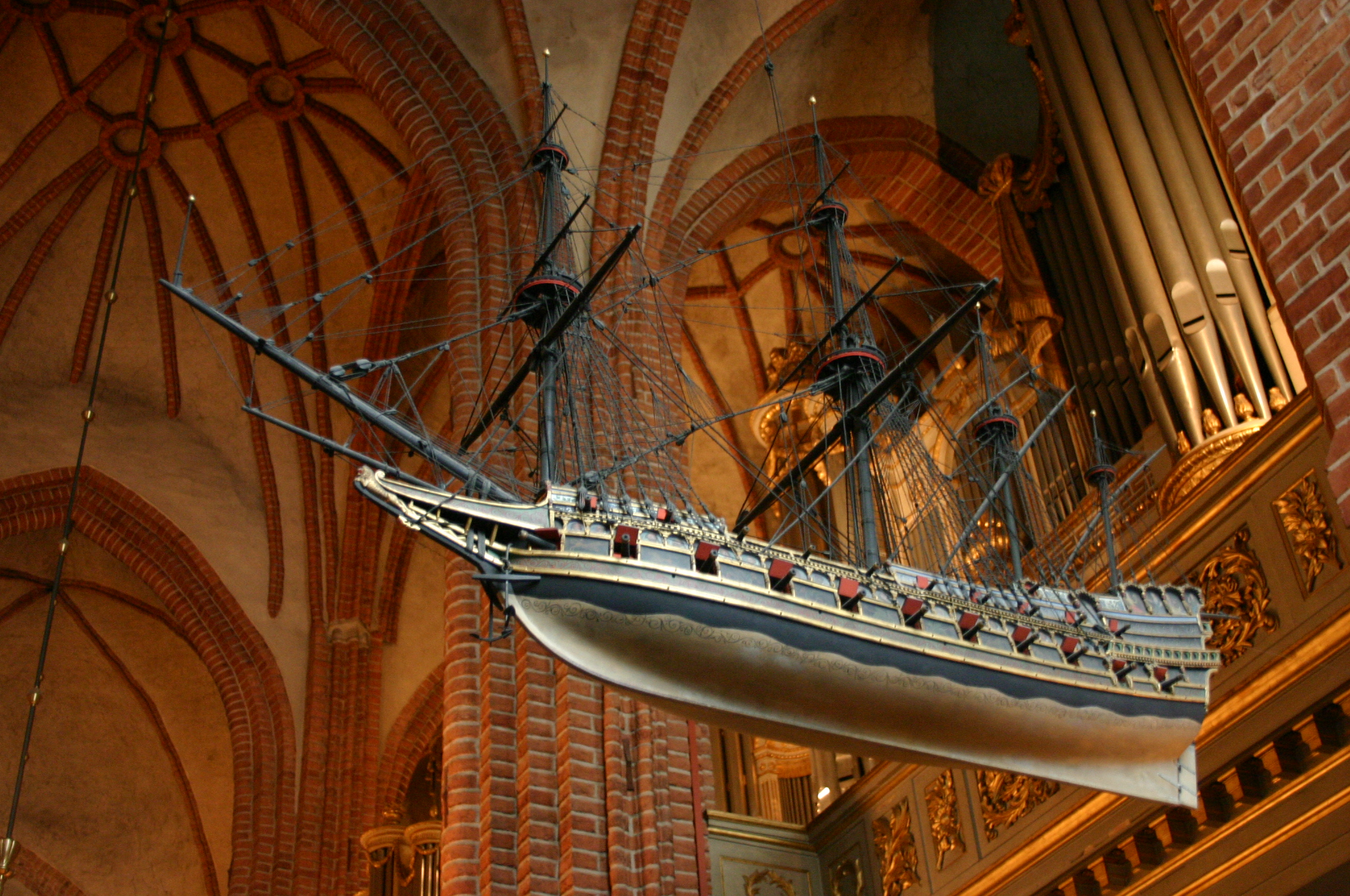
Kopia av Storkyrkans gamla votivskepp som nu finns på Sjöhistoriska museet
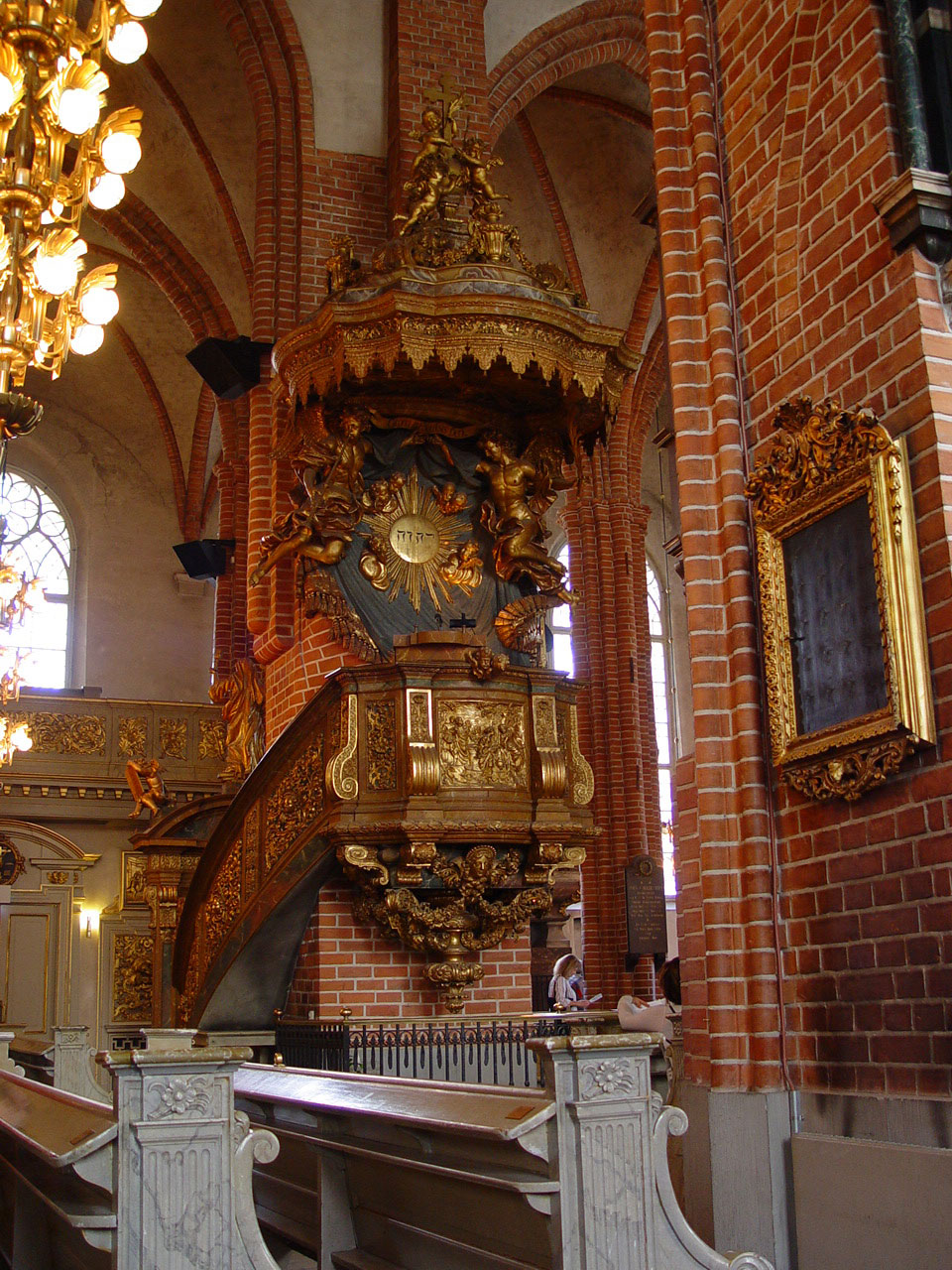
Predikstol
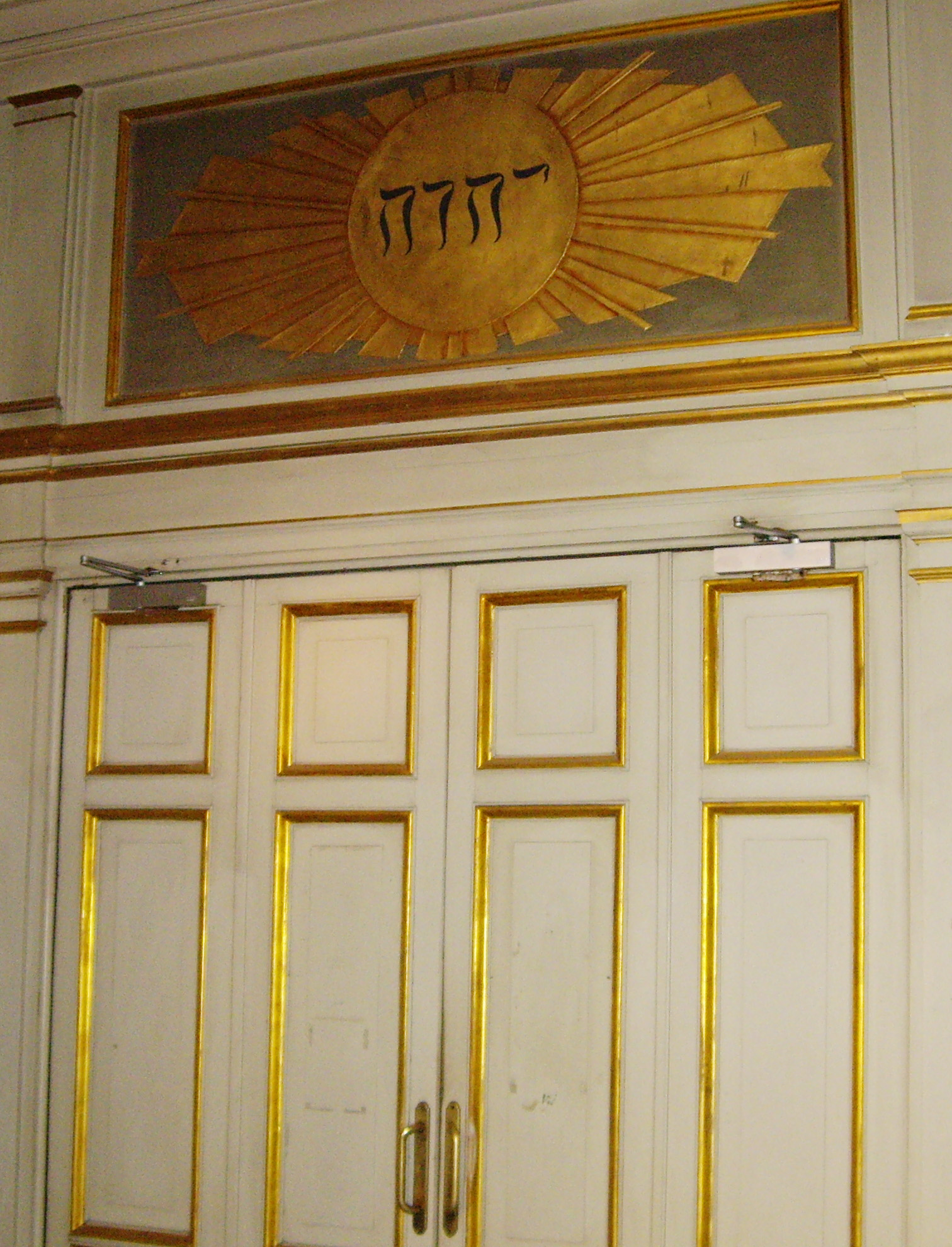
Målning med tetragrammet JHWH ovanför ingången
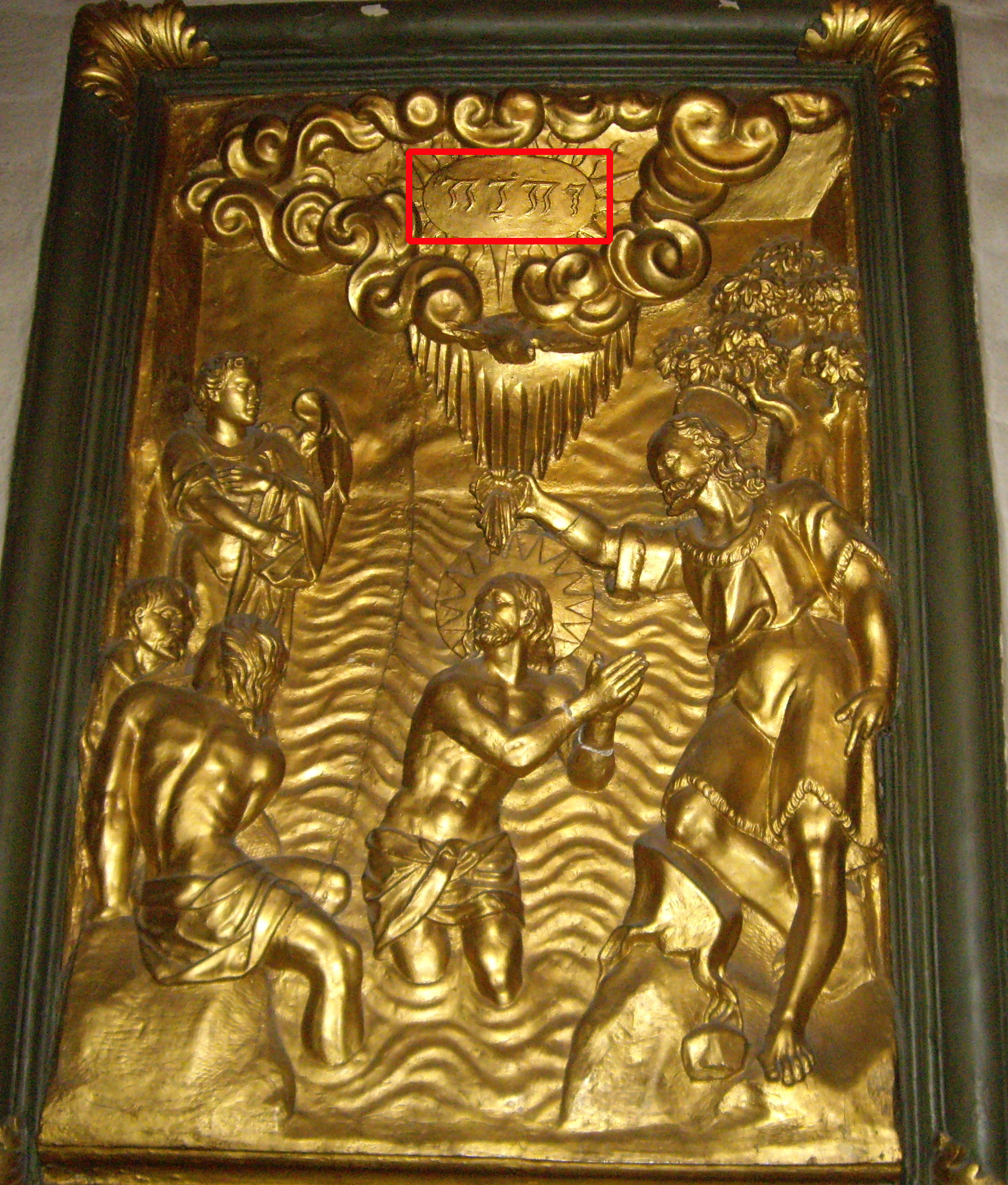
Mässingrelief med tetragrammet JHWH
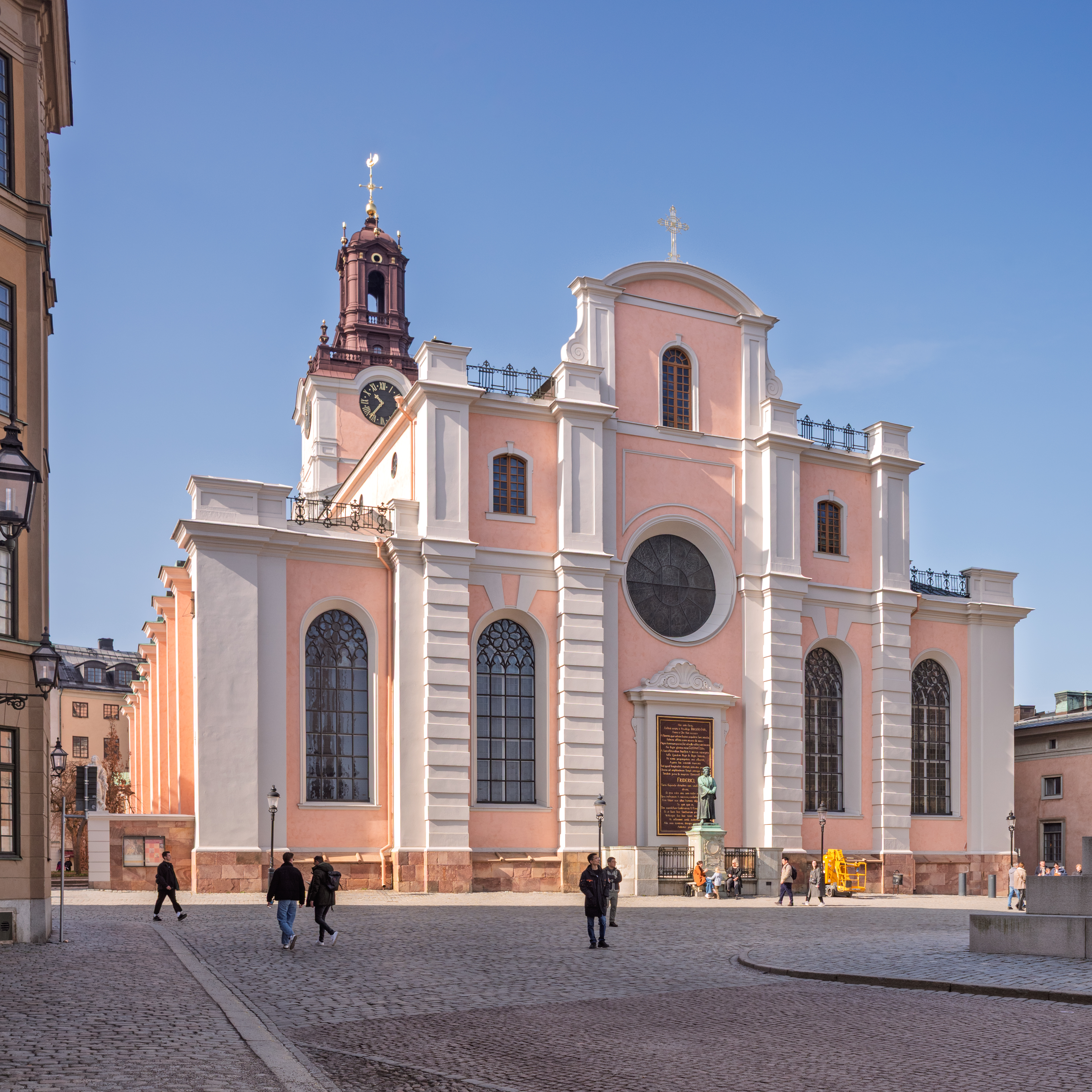
Storkyrkan efter den utvändiga restaureringen, 2025.